# فرانيس جيفيرس
فرانيس جيفيرس (بالإنجليزية: Francis Jeffers)‏ (25 يناير 1981 ليفربول المملكة المتحدة - ) هو لاعب كرة قدم بريطاني، يلعب كمهاجم.

## مسيرته الكروية
لعب فرانيس جيفيرس خلال مسيرته الاحترافية مع 11 ناديًا في تسعة عشر موسمًا وسجل خلالها 40 هدف ضمن 235 مباراة. حيث فاز في موسمين بالكأس وفي موسم واحد بالدوري.
خاض فرانيس جيفيرس مسيرته مع نادي إيفرتون في موسم 1997–98 في المرة الأولى ليلعب معه أربعة مواسم ثم في موسم 2003–04 لمدة موسم واحد، مشاركًا طوالها في 67 مباراة سجل خلالها 18 هدفًا. ثم انتقل إلى نادي أرسنال في موسم 2001–02 ولمدة موسمين، حيث شارك في 22 مباراة سجل خلالها 4 أهداف. لينتقل بعدها إلى نادي تشارلتون أثلتيك في موسم 2004–05 لمدة موسم واحد، مشاركًا في 20 مباراة سجل خلالها 3 أهداف. ثم انتقل إلى نادي رينجرز في موسم 2005–06 لمدة موسم واحد، مشاركًا في 8 مباريات ولم يسجل أي هدف. هذا وانتقل لاحقًا إلى نادي إيبسويتش تاون في موسم 2006–07 لمدة موسم واحد، مشاركًا في 9 مباريات سجل خلالها 4 أهداف. ثم انتقل بعدها إلى نادي شيفيلد وينزداي في موسم 2007–08 واستمر معه طيلة ثلاثة مواسم، مشاركًا في 54 مباراة سجل خلالها 5 أهداف. ليعود وينتقل من جديد، لكن هذه المرة إلى نادي ماذرويل في موسم 2010–11 لمدة موسم واحد، مشاركًا في 10 مباريات سجل خلالها هدفًا واحدًا. لينتقل بعدها إلى نادي نيوكاسل يونايتد جتس في موسم 2011–12 لمدة موسم واحد، مشاركًا في 26 مباراة سجل خلالها هدفين. ثم لعب في نادي أكرينغتون ستانلي في موسم 2012–13 لمدة موسم واحد، مشاركًا في 7 مباريات سجل خلالها هدفين أيضًا.

## وصلات خارجية
فرانيس جيفيرس على موقع إي إس بي إن إف سي (الإنجليزية)
- فرانيس جيفيرس على موقع قاعدة بيانات كرة القدم.إي يو (الإنجليزية)
- فرانيس جيفيرس على موقع ناشيونال فوتبول تيمز (الإنجليزية)
- فرانيس جيفيرس على موقع Soccerbase.com (لاعب) (الإنجليزية)
- فرانيس جيفيرس على موقع Soccerway.com (الإنجليزية)
- فرانيس جيفيرس على موقع عالم كرة القدم.نت (الإنجليزية)